# Liste des joueurs de NBA avec 60 points et plus sur un match
Cet article est la liste des joueurs de NBA ayant inscrit 60 points ou plus sur un match NBA.

## Explications
Inscrire 60 points dans un match de NBA est une performance rare et difficile à réaliser. Cette performance a été accomplie à 92 reprises par 38 joueurs au total. 10 joueurs l'ont réalisé plus d'une fois : Wilt Chamberlain qui détient le record sur un match avec 100 points est celui qui en a réalisé le plus (32 fois) ; suivi de Kobe Bryant (6 fois) ; Michael Jordan et Damian Lillard (5 fois (dont 1 en playoffs pour Michael Jordan)) ; Elgin Baylor et James Harden (4 fois (dont 1 en playoffs pour Elgin Baylor)) ; Devin Booker, Stephen Curry,  Luka Dončić et Karl-Anthony Towns (2 fois). Jordan et Baylor sont les seuls joueurs à avoir marqué au moins 60 points lors d'une rencontre de playoffs, chacun l'ayant réalisé une fois, Baylor est le seul à l'avoir fait lors des Finales NBA. Devin Booker est le plus jeune joueur de l'histoire à avoir réalisé cette performance, avec 70 points, à l'âge de 20 ans et 145 jours.
Le dernier en date à intégrer ce classement est De'Aaron Fox en inscrivant 60 points le 15 novembre 2024 dans une défaite contre les Timberwolves du Minnesota.
Sur les 92 fois que cette performance s'est produite, l'équipe dont le joueur a inscrit 60 points ou plus ne s'est inclinée qu'à 26 reprises.

## Classement
|       |                                | Joueur NBA en activité                          |      |                               |                               |      |                       |
|       |                                | Joueur intronisé au Basketball Hall of Fame     |      |                               |                               |      |                       |
|       |                                | Performance réalisée durant un match de playoff |      |                               |                               |      |                       |
|       |                                | Match perdu par l'équipe du joueur              |      |                               |                               |      |                       |
| MJ    | Minutes jouées                 | Minutes jouées                                  | TR   | Tirs réussis                  | Tirs réussis                  | TT   | Tirs tentés           |
| Tirs% | Pourcentage aux tirs           | Pourcentage aux tirs                            | 3PR  | Panier à trois points réussis | Panier à trois points réussis | 3PT  | 3 points tentés       |
| 3P%   | Pourcentage à 3 points         | Pourcentage à 3 points                          | LFR  | lancers francs réussis        | lancers francs réussis        | LFT  | Lancers francs tentés |
| LF%   | Pourcentage aux lancers francs | Pourcentage aux lancers francs                  | Reb. | Rebonds                       | Rebonds                       | Pas. | Passes                |
| Int.  | Interceptions                  | Interceptions                                   | Ctr. | Contres                       | Contres                       |      |                       |

| Points | Joueur                 | Équipe                      | Date              | Adversaire                  | Score   | MJ | TR | TT | Tirs% | 3PR | 3PT | 3P% | LFR | LFT | LF%  | Reb | Pas | Int | Ctr | Note | Ref.   |
| ------ | ---------------------- | --------------------------- | ----------------- | --------------------------- | ------- | -- | -- | -- | ----- | --- | --- | --- | --- | --- | ---- | --- | --- | --- | --- | --- | ------ |
| 100    | Wilt Chamberlain       | Warriors de Philadelphie    | 2 mars 1962       | Knicks de New York          | 169–147 | 48 | 36 | 63 | .57   | —   | —   | —   | 28  | 32  | .88  | 25  | 2   | —   | —   | Chamberlain inscrit 59 points en seconde mi-temps. Ses 50,4 points par match de moyenne lors de la saison 1961-1962 demeurent toujours un record NBA. Le match s'est joué à Hershey en Pennsylvanie.                                                  | ,      |
| 81     | Kobe Bryant            | Lakers de Los Angeles       | 22 janvier 2006   | Raptors de Toronto          | 122–104 | 42 | 28 | 46 | .61   | 7   | 13  | .54 | 18  | 20  | .90  | 6   | 2   | 3   | 1   | Bryant ramène son équipe d'un déficit de 18 points. 55 de ses 81 points sont marqués en deuxième mi-temps. | [ 4 ]  |
| 78     | Wilt Chamberlain (2)   | Warriors de Philadelphie    | 8 décembre 1961   | Lakers de Los Angeles       | 147–151 | 63 | 31 | 62 | .50   | —   | —   | —   | 16  | 31  | .52  | 43  | 1   | —   | —   | 3 prolongations ; Chamberlain capte aussi 43 rebonds lors de ce match. Plus grand nombre de points inscrits lors d'une défaite. | [ 5 ]  |
| 73     | Wilt Chamberlain (3)   | Warriors de Philadelphie    | 13 janvier 1962   | Packers de Chicago          | 135–117 | 48 | 29 | 48 | .60   | —   | —   | —   | 15  | 25  | .60  | 36  | 0   | —   | —   | A détenu la meilleure performance de l'histoire. | [ 6 ]  |
| 73     | Wilt Chamberlain (4)   | Warriors de San Francisco   | 16 novembre 1962  | Knicks de New York          | 127–111 | 48 | 29 | 43 | .67   | —   | —   | —   | 15  | 19  | .79  | 14  | 1   | —   | —   | | [ 7 ]  |
| 73     | David Thompson         | Nuggets de Denver           | 9 avril 1978      | Pistons de Détroit          | 137–139 | 43 | 28 | 38 | .74   | —   | —   | —   | 17  | 20  | .85  | 7   | 2   | 0   | 1   | Dernier match de la saison ; George Gervin inscrit 63 points lors de la même soirée et remporte le titre de meilleur marqueur avec une marge de 0,7 point.                                                                                            | [ 8 ]  |
| 73     | Luka Dončić            | Mavericks de Dallas         | 26 janvier 2024   | Hawks d'Atlanta             | 148-143 | 45 | 25 | 33 | .76   | 8   | 13  | .62 | 15  | 16  | .94  | 10  | 7   | 1   | 0   | Record de franchise, record de points dans un match pour un européen. | [ 9 ]  |
| 72     | Wilt Chamberlain (5)   | Warriors de San Francisco   | 11 mars 1962      | Lakers de Los Angeles       | 115–127 | 48 | 29 | 48 | .60   | —   | —   | —   | 14  | 18  | .78  | 18  | 1   | —   | —   | | [ 10 ] |
| 71     | Elgin Baylor           | Lakers de Los Angeles       | 15 novembre 1960  | Knicks de New York          | 123–108 | 45 | 28 | 48 | .58   | —   | —   | —   | 15  | 18  | .79  | 25  | 1   | —   | —   | A détenu la meilleure performance de l'histoire. | [ 11 ] |
| 71     | David Robinson         | Spurs de San Antonio        | 24 avril 1994     | Clippers de Los Angeles     | 112–97  | 44 | 26 | 41 | .63   | 1   | 2   | .50 | 18  | 25  | .72  | 14  | 5   | 0   | 2   | Marque lors du dernier match de la saison et obtient le titre de meilleur marqueur devant Shaquille O'Neal. | [ 12 ] |
| 71     | Donovan Mitchell       | Cavaliers de Cleveland      | 2 janvier 2023    | Bulls de Chicago            | 145-134 | 50 | 22 | 34 | .65   | 7   | 15  | .47 | 20  | 25  | .80  | 8   | 11  | 0   | 1   | Après prolongations. Record de franchise des Cavaliers. | [ 13 ] |
| 71     | Damian Lillard         | Trail Blazers de Portland   | 26 février 2023   | Rockets de Houston          | 131-114 | 39 | 22 | 38 | .59   | 13  | 22  | .58 | 14  | 14  | 100  | 6   | 6   | 0   | 0   | 5e match à plus de 60 points. Bat son record de paniers à trois points inscrits avec un total de 13 paniers. | [ 14 ] |
| 70     | Wilt Chamberlain (6)   | Warriors de San Francisco   | 10 mars 1963      | Nationals de Syracuse       | 148–163 | 48 | 27 | 38 | .71   | —   | —   | —   | 16  | 22  | .73  | 18  | 3   | —   | —   | | [ 15 ] |
| 70     | Devin Booker           | Suns de Phoenix             | 24 mars 2017      | Celtics de Boston           | 120-130 | 45 | 21 | 40 | .53   | 4   | 11  | .36 | 24  | 26  | .92  | 8   | 6   | 3   | 1   | Bat le record de franchise de Tom Chambers datant du 24/03/1990. 51 de ses 70 points sont marqués lors de la deuxième mi-temps. | [ 16 ] |
| 70     | Joel Embiid            | 76ers de Philadelphie       | 22 janvier 2024   | Spurs de San Antonio        | 133-123 | 36 | 24 | 41 | .58   | 1   | 2   | .50 | 21  | 23  | .91  | 18  | 5   | 1   | 1   | Record de franchise. | [ 17 ] |
| 69     | Michael Jordan         | Bulls de Chicago            | 28 mars 1990      | Cavaliers de Cleveland      | 117–113 | 50 | 23 | 37 | .62   | 2   | 6   | .33 | 21  | 23  | .91  | 18  | 6   | 4   | 1   | Victoire en prolongation ; réalise également la meilleure performance de sa carrière en saison régulière avec 18 rebonds. | [ 18 ] |
| 68     | Wilt Chamberlain (7)   | 76ers de Philadelphie       | 16 décembre 1967  | Bulls de Chicago            | 143–123 | 48 | 30 | 40 | .75   | —   | —   | —   | 8   | 22  | .36  | 34  | 2   | —   | —   | | [ 19 ] |
| 68     | Pete Maravich          | Jazz de La Nouvelle-Orléans | 25 février 1977   | Knicks de New York          | 124–107 | 43 | 26 | 43 | .61   | —   | —   | —   | 16  | 19  | .84  | 6   | 6   | 3   | 2   | Expulsé alors qu'il reste 1 minute 18 à jouer. Il a joué ce match contre 5 Hall of Famer et le meilleur défenseur extérieur des années 1970, Walt Frazier.                                                                                            | [ 20 ] |
| 67     | Wilt Chamberlain (8)   | Warriors de Philadelphie    | 9 mars 1961       | Knicks de New York          | 135–126 | 48 | 27 | 37 | .73   | —   | —   | —   | 13  | 17  | .77  | 31  | 1   | —   | —   | | [ 21 ] |
| 67     | Wilt Chamberlain (9)   | Warriors de Philadelphie    | 17 février 1962   | Hawks de Saint-Louis        | 121–128 | 48 | 26 | 44 | .59   | —   | —   | —   | 15  | 20  | .75  | 28  | 2   | —   | —   | | [ 22 ] |
| 67     | Wilt Chamberlain (10)  | Warriors de Philadelphie    | 25 février 1962   | Knicks de New York          | 135–149 | 48 | 25 | 38 | .66   | —   | —   | —   | 17  | 22  | .77  | 21  | 1   | —   | —   | | [ 23 ] |
| 67     | Wilt Chamberlain (11)  | Warriors de San Francisco   | 11 janvier 1963   | Lakers de Los Angeles       | 129–134 | 48 | 28 | 47 | .60   | —   | —   | —   | 11  | 17  | .65  | 25  | 1   | —   | —   | | [ 24 ] |
| 66     | Wilt Chamberlain (12)  | Lakers de Los Angeles       | 9 février 1969    | Suns de Phoenix             | 134–116 | 48 | 29 | 35 | .83   | —   | —   | —   | 8   | 18  | .44  | 27  | 4   | —   | —   | Dernière fois où Chamberlain inscrit plus de 60 points. | [ 25 ] |
| 65     | Wilt Chamberlain (13)  | Warriors de Philadelphie    | 13 février 1962   | Royals de Cincinnati        | 132–152 | 48 | 24 | 40 | .60   | —   | —   | —   | 17  | 30  | .57  | 22  | 4   | —   | —   | | [ 26 ] |
| 65     | Wilt Chamberlain (14)  | Warriors de Philadelphie    | 27 février 1962   | Hawks de Saint-Louis        | 147–137 | 48 | 25 | 43 | .58   | —   | —   | —   | 15  | 20  | .75  | 23  | 2   | —   | —   | | [ 27 ] |
| 65     | Wilt Chamberlain (15)  | 76ers de Philadelphie       | 7 février 1966    | Lakers de Los Angeles       | 132–125 | 47 | 28 | 43 | .65   | —   | —   | —   | 9   | 20  | .45  | 29  | 2   | —   | —   | | [ 28 ] |
| 65     | Kobe Bryant (2)        | Lakers de Los Angeles       | 16 mars 2007      | Trail Blazers de Portland   | 116–111 | 50 | 23 | 39 | .59   | 8   | 12  | .67 | 11  | 12  | .92  | 7   | 3   | 3   | 0   | Marque le panier qui envoie le match en prolongation. Inscrit neuf points lors de cette période. | [ 29 ] |
| 64     | Elgin Baylor (2)       | Lakers de Minneapolis       | 8 novembre 1959   | Celtics de Boston           | 136–115 |    | 25 | 47 | .53   | —   | —   | —   | 14  | 19  | .74  | 17  | 8   | —   | —   | A détenu la meilleure performance de l'histoire. | [ 30 ] |
| 64     | Rick Barry             | Warriors de Golden State    | 26 mars 1974      | Trail Blazers de Portland   | 143–120 | 43 | 30 | 45 | .67   | —   | —   | —   | 4   | 5   | .80  | 10  | 9   | 5   | 0   | | [ 31 ] |
| 64     | Michael Jordan (2)     | Bulls de Chicago            | 16 janvier 1993   | Magic d'Orlando             | 124–128 | 47 | 27 | 49 | .55   | 1   | 5   | .20 | 9   | 11  | .82  | 6   | 1   | 5   | 0   | En prolongation | [ 32 ] |
| 64     | Giánnis Antetokoúnmpo  | Bucks de Milwaukee          | 14 décembre 2023  | Pacers de l'Indiana         | 140-126 | 37 | 20 | 28 | .71   | 0   | 3   | .0  | 24  | 32  | .75  | 14  | 3   | 4   | 1   | Record de franchise. | [ 33 ] |
| 63     | Joe Fulks              | Warriors de Philadelphie    | 10 février 1949   | Jets d'Indianapolis         | 108–87  |    | 27 | 56 | .48   | —   | —   | —   | 9   | 14  | .64  |     |     | —   | —   | Pas d'horloge des 24 secondes à cette époque ; a détenu la meilleure performance de l'histoire. | [ 34 ] |
| 63     | Elgin Baylor (3)       | Lakers de Los Angeles       | 8 décembre 1961   | Warriors de Philadelphie    | 151–147 |    | 23 | 55 | .42   | —   | —   | —   | 17  | 24  | .71  | 31  | 7   | —   | —   | Après 3 prolongations | [ 35 ] |
| 63     | Jerry West             | Lakers de Los Angeles       | 17 janvier 1962   | Knicks de New York          | 129–121 | 39 | 22 | 36 | .61   | —   | —   | —   | 19  | 22  | .86  | 3   | 3   | —   | —   | | [ 36 ] |
| 63     | Wilt Chamberlain (16)  | Warriors de San Francisco   | 14 décembre 1962  | Lakers de Los Angeles       | 118–120 | 48 | 24 | 41 | .59   | —   | —   | —   | 15  | 20  | .75  | 30  | 1   | —   | —   | Elgin Baylor inscrit 51 points lors de ce match ; 3e et dernière fois que Chamberlain marque 60 points ou plus alors que Baylor inscrit 50 points ou plus lors de la même rencontre ; Chamberlain capte aussi 30 rebonds.                             | [ 37 ] |
| 63     | Wilt Chamberlain (17)  | Warriors de San Francisco   | 26 novembre 1964  | 76ers de Philadelphie       | 117–128 | 48 | 27 | 58 | .47   | —   | —   | —   | 9   | 20  | .45  | 32  | 3   | —   | —   | | [ 38 ] |
| 63     | George Gervin          | Spurs de San Antonio        | 9 avril 1978      | Jazz de La Nouvelle-Orléans | 132–153 |    | 23 | 49 | .47   | —   | —   | —   | 17  | 20  | .85  |     |     |     |     | Joue 33 minutes ; perd le match, mais remporte le titre de meilleur marqueur lors du dernier match de la saison devant David Thompson ; a détenu un record NBA avec 33 points inscrits lors d'un quart-temps (2e quart-temps)                         | [ 39 ] |
| 63     | Michael Jordan (3)     | Bulls de Chicago            | 20 avril 1986     | Celtics de Boston           | 131–135 | 53 | 22 | 41 | .54   | 0   | 0   | —   | 19  | 21  | .91  | 5   | 6   | 3   | 2   | Meilleure performance de l'histoire lors d'un match des playoffs de la NBA. Après deux prolongations. | [ 40 ] |
| 62     | Wilt Chamberlain (18)  | Warriors de Philadelphie    | 14 janvier 1962   | Celtics de Boston           | 136–145 | 48 | 27 | 45 | .60   | —   | —   | —   | 8   | 11  | .73  | 28  | 2   | —   | —   | | [ 41 ] |
| 62     | Wilt Chamberlain (19)  | Warriors de Philadelphie    | 17 janvier 1962   | Hawks de Saint-Louis        | 136–130 | 53 | 24 | 48 | .50   | —   | —   | —   | 14  | 20  | .70  | 23  | 4   | —   | —   | Après prolongation ; match disputé à Detroit. | [ 42 ] |
| 62     | Wilt Chamberlain (20)  | Warriors de Philadelphie    | 21 janvier 1962   | Nationals de Syracuse       | 139–132 | 53 | 25 | 42 | .60   | —   | —   | —   | 12  | 17  | .71  | 23  | 3   | —   | —   | Après prolongation ; Match disputé à Utica, New York. | [ 43 ] |
| 62     | Wilt Chamberlain (21)  | Warriors de Philadelphie    | 29 janvier 1963   | Knicks de New York          | 123–103 | 48 | 27 | 44 | .61   | —   | —   | —   | 8   | 17  | .47  | 12  | 0   | —   | —   | | [ 44 ] |
| 62     | Wilt Chamberlain (22)  | Warriors de Philadelphie    | 15 novembre 1964  | Royals de Cincinnati        | 122–106 | 48 | 26 | 44 | .59   | —   | —   | —   | 10  | 21  | .48  | 22  | 1   | —   | —   | | [ 45 ] |
| 62     | Wilt Chamberlain (23)  | 76ers de Philadelphie       | 3 mars 1966       | Warriors de San Francisco   | 135–125 | 48 | 26 | 39 | .67   | —   | —   | —   | 10  | 19  | .53  | 37  | 3   | —   | —   | | [ 46 ] |
| 62     | Tracy McGrady          | Magic d'Orlando             | 10 mars 2004      | Wizards de Washington       | 108–99  | 46 | 20 | 37 | .54   | 5   | 14  | .36 | 17  | 26  | .65  | 10  | 5   | 1   | 0   | Inscrit 7 points lors du premier quart-temps ; manque 10 de ses 11 derniers tirs. | [ 47 ] |
| 62     | Kobe Bryant (3)        | Lakers de Los Angeles       | 20 décembre 2005  | Mavericks de Dallas         | 112–90  | 33 | 18 | 31 | .58   | 4   | 10  | .40 | 22  | 25  | .88  | 8   | 0   | 3   | 0   | Ne dispute pas le dernier quart-temps ; marque plus de points que toute l'équipe de Dallas en seulement trois quart-temps, 62–61. | [ 48 ] |
| 62     | Carmelo Anthony        | Knicks de New York          | 24 janvier 2014   | Bobcats de Charlotte        | 125–96  | 39 | 23 | 35 | .66   | 6   | 11  | .55 | 10  | 10  | 1.00 | 13  | 0   | 0   | 0   | Bat le record de points en un match de la franchise new-yorkaise (60 points - Bernard King) ainsi que le Madison Square Garden (61 points - Kobe Bryant). Il restera sur le banc quasi l'intégralité du dernier quart-temps une fois le record battu. | [ 49 ] |
| 62     | Stephen Curry          | Warriors de Golden State    | 3 janvier 2021    | Trail Blazers de Portland   | 137–122 | 36 | 18 | 31 | .58   | 8   | 16  | .50 | 18  | 19  | .95  | 5   | 4   | 0   | 0   | | [ 50 ] |
| 62     | Karl-Anthony Towns     | Timberwolves du Minnesota   | 22 janvier 2024   | Hornets de Charlotte        | 125–128 | 38 | 21 | 35 | .60   | 10  | 15  | .67 | 10  | 14  | .71  | 8   | 2   | 0   | 0   | Record de franchise. | [ 17 ] |
| 62     | Devin Booker (2)       | Suns de Phoenix             | 26 janvier 2024   | Pacers de l'Indiana         | 131-133 | 38 | 22 | 37 | .59   | 6   | 12  | .5  | 12  | 13  | .92  | 5   | 4   | 1   | 2   | | [ 51 ] |
| 61     | George Mikan           | Lakers de Minneapolis       | 20 janvier 1952   | Royals de Rochester         | 91–81   | 58 | 22 | 45 | .49   | —   | —   | —   | 17  | 21  | .81  |     |     | —   | —   | Après deux prolongations ; les autres joueurs des Lakers marquent 30 points. | [ 52 ] |
| 61     | Wilt Chamberlain (24)  | Warriors de Philadelphie    | 9 décembre 1961   | Packers de Chicago          | 135–113 | 48 | 28 | 48 | .58   | —   | —   | —   | 5   | 10  | .50  | 36  | 0   | —   | —   | | [ 53 ] |
| 61     | Wilt Chamberlain (25)  | Warriors de Philadelphie    | 22 février 1962   | Hawks de Saint-Louis        | 139–121 | 48 | 21 | 36 | .58   | —   | —   | —   | 19  | 34  | .56  | 26  | 1   | —   | —   | | [ 54 ] |
| 61     | Wilt Chamberlain (26)  | Warriors de Philadelphie    | 28 février 1962   | Packers de Chicago          | 128–119 | 48 | 24 | 46 | .52   | —   | —   | —   | 13  | 17  | .77  | 28  | 6   | —   | —   | | [ 55 ] |
| 61     | Elgin Baylor (4)       | Lakers de Los Angeles       | 14 avril 1962     | Celtics de Boston           | 126–121 | 48 | 22 | 46 | .48   | —   | —   | —   | 17  | 19  | .90  | 22  | 1   | —   | —   | Record de points lors d'une rencontre des Finales NBA (victoire lors du match 5) ; plus grand nombre de points inscrits lors d'un match de playoffs sans prolongation ; Baylor capte aussi 22 rebonds lors de ce match.                               | [ 56 ] |
| 61     | Wilt Chamberlain (27)  | Warriors de San Francisco   | 21 novembre 1962  | Royals de Cincinnati        | 139–143 | 48 | 27 | 52 | .52   | —   | —   | —   | 7   | 15  | .47  | 22  | 3   | —   | —   | | [ 57 ] |
| 61     | Wilt Chamberlain (28)  | Warriors de San Francisco   | 11 décembre 1962  | Nationals de Syracuse       | 136–124 | 48 | 27 | 57 | .47   | —   | —   | —   | 7   | 11  | .64  | 26  | 1   | —   | —   | | [ 58 ] |
| 61     | Wilt Chamberlain (29)  | Warriors de San Francisco   | 18 décembre 1962  | Hawks de Saint-Louis        | 130–110 | 45 | 26 | 53 | .49   | —   | —   | —   | 9   | 14  | .64  | 20  | 2   | —   | —   | | [ 59 ] |
| 61     | Michael Jordan (4)     | Bulls de Chicago            | 4 mars 1987       | Pistons de Détroit          | 125–120 | 43 | 22 | 39 | .56   | 0   | 0   | —   | 17  | 18  | .94  | 7   | 3   | 3   | 3   | Après prolongation. | [ 60 ] |
| 61     | Michael Jordan (5)     | Bulls de Chicago            | 16 avril 1987     | Hawks d'Atlanta             | 114–117 | 41 | 22 | 38 | .58   | 0   | 3   | .00 | 17  | 21  | .81  | 10  | 1   | 4   | 1   | Inscrit 23 points consécutifs. Match d'une série de trois matchs consécutifs où Jordan inscrit 50 points ou plus pour devenir le seul joueur avec Chamberlain à marquer au moins 3000 points en une saison.                                           | [ 61 ] |
| 61     | Karl Malone            | Jazz de l'Utah              | 27 janvier 1990   | Bucks de Milwaukee          | 144–96  | 33 | 21 | 26 | .81   | 0   | 0   | —   | 19  | 23  | .83  | 18  | 2   | 3   | 0   | | [ 62 ] |
| 61     | Shaquille O'Neal       | Lakers de Los Angeles       | 6 mars 2000       | Clippers de Los Angeles     | 123–103 | 45 | 24 | 35 | .69   | 0   | 0   | —   | 13  | 22  | .59  | 23  | 3   | 0   | 0   | Le jour de son 28e anniversaire. | [ 63 ] |
| 61     | Kobe Bryant (4)        | Lakers de Los Angeles       | 2 février 2009    | Knicks de New York          | 126–117 | 37 | 19 | 31 | .61   | 3   | 6   | .50 | 20  | 20  | 1.00 | 0   | 3   | 0   | 1   | | [ 64 ] |
| 61     | LeBron James           | Heat de Miami               | 3 mars 2014       | Bobcats de Charlotte        | 124–107 | 41 | 22 | 33 | .67   | 8   | 10  | .80 | 9   | 12  | .75  | 7   | 4   | 0   | 0   | | [ 65 ] |
| 61     | James Harden           | Rockets de Houston          | 23 janvier 2019   | Knicks de New York          | 114-110 | 40 | 17 | 38 | .45   | 5   | 20  | .25 | 22  | 25  | .88  | 15  | 4   | 5   | 0   | | [ 66 ] |
| 61     | James Harden (2)       | Rockets de Houston          | 22 mars 2019      | Spurs de San Antonio        | 111-105 | 37 | 19 | 34 | .56   | 9   | 13  | .69 | 14  | 17  | .82  | 7   | 1   | 3   | 0   | | [ 67 ] |
| 61     | Damian Lillard (2)     | Trail Blazers de Portland   | 20 janvier 2020   | Warriors de Golden State    | 129-124 | 45 | 17 | 37 | .45   | 11  | 20  | .55 | 16  | 16  | 1.00 | 10  | 7   | 1   | 0   | A domicile avec Prolongation | [ 68 ] |
| 61     | Damian Lillard (3)     | Trail Blazers de Portland   | 11 août 2020      | Mavericks de Dallas         | 134-131 | 41 | 17 | 32 | .53   | 9   | 17  | .53 | 18  | 18  | 1.00 | 5   | 8   | 1   | 0   | | [ 69 ] |
| 61     | Jalen Brunson          | Knicks de New York          | 29 mars 2024      | Spurs de San Antonio        | 126-130 | 43 | 25 | 47 | .53   | 5   | 13  | .38 | 6   | 6   | 1.00 | 4   | 6   | 1   | 0   | En prolongation | [ 70 ] |
| 61     | Nikola Jokic           | Nuggets de Denver           | 1er avril 2025    | Grizzlies de Memphis        | 139-140 | 52 | 18 | 29 | .62   | 6   | 11  | .54 | 19  | 24  | .79  | 10  | 10  | 2   | 0   | En double prolongation & Triple Double |        |
| 60     | Wilt Chamberlain (30)  | Warriors de Philadelphie    | 1er décembre 1961 | Lakers de Los Angeles       | 138–117 | 48 | 22 | 47 | .47   | —   | —   | —   | 16  | 26  | .62  | 21  | 4   | —   | —   | | [ 71 ] |
| 60     | Wilt Chamberlain (31)  | Warriors de Philadelphie    | 29 décembre 1961  | Lakers de Los Angeles       | 123–118 | 48 | 24 | 43 | .56   | —   | —   | —   | 12  | 19  | .63  | 26  | 3   | —   | —   | 7e match consécutif de Chamberlain à 50 points ou plus (record NBA) et 13e match consécutifs à 40 points ou plus (il réalise cette performance lors du match suivant pour porter ce record à 14).                                                     | [ 72 ] |
| 60     | Wilt Chamberlain (32)  | Lakers de Los Angeles       | 26 janvier 1969   | Royals de Cincinnati        | 126–113 |    | 22 | 36 | .61   | —   | —   | —   | 16  | 24  | .67  | 21  |     | —   | —   | | [ 73 ] |
| 60     | Bernard King           | Knicks de New York          | 25 décembre 1984  | Nets du New Jersey          | 114–120 | 41 | 19 | 30 | .63   | 0   | 0   | —   | 22  | 26  | .85  | 7   | 4   | 0   | 0   | Record de points pour un soir de veille de Noël | [ 74 ] |
| 60     | Larry Bird             | Celtics de Boston           | 12 mars 1985      | Hawks d'Atlanta             | 126–115 | 43 | 22 | 36 | .61   | 1   | 4   | .25 | 15  | 16  | .94  | 7   | 3   | 0   | 0   | Match disputé à La Nouvelle-Orléans | [ 75 ] |
| 60     | Tom Chambers           | Suns de Phoenix             | 24 mars 1990      | SuperSonics de Seattle      | 121–95  | 42 | 22 | 32 | .69   | 0   | 0   | —   | 16  | 18  | .89  | 6   | 4   | 1   | 2   | | [ 76 ] |
| 60     | Allen Iverson          | 76ers de Philadelphie       | 12 février 2005   | Magic d'Orlando             | 112–99  | 42 | 17 | 36 | .47   | 2   | 5   | .40 | 24  | 27  | .89  | 4   | 6   | 5   | 1   | | [ 77 ] |
| 60     | Gilbert Arenas         | Wizards de Washington       | 17 décembre 2006  | Lakers de Los Angeles       | 147–141 | 49 | 17 | 32 | .53   | 5   | 12  | .42 | 21  | 27  | .78  | 8   | 8   | 2   | 0   | Record NBA de points inscrit en prolongations avec 16 points, il y mène son équipe à la victoire. | [ 78 ] |
| 60     | Kobe Bryant (5)        | Lakers de Los Angeles       | 22 mars 2007      | Grizzlies de Memphis        | 121–119 | 45 | 20 | 37 | .54   | 3   | 7   | .43 | 17  | 18  | .94  | 5   | 4   | 0   | 0   | 3e match d'une série de quatre à 50 points ou plus ; la série de matchs de Bryant à 50 points ou plus n'est battue que par les séries de matchs de Chamberlain : sept matchs (deux fois), six matchs et cinq matchs (quatre fois).                    | [ 79 ] |
| 60     | Kobe Bryant (6)        | Lakers de Los Angeles       | 13 avril 2016     | Jazz de l'Utah              | 101-96  | 42 | 22 | 50 | .44   | 6   | 21  | .29 | 10  | 12  | .83  | 4   | 4   | 1   | 1   | Dernier match de la carrière de Bryant. | [ 80 ] |
| 60     | Klay Thompson          | Warriors de Golden State    | 5 décembre 2016   | Pacers de l'Indiana         | 142-106 | 29 | 21 | 33 | .64   | 8   | 14  | .57 | 10  | 11  | .91  | 2   | 1   | 0   | 0   | Marque 60 points en 29 minutes, 11 dribbles, le tout en ayant eu la balle en main seulement 90 secondes. | [ 81 ] |
| 60     | James Harden (3)       | Rockets de Houston          | 31 janvier 2018   | Magic d'Orlando             | 114-107 | 46 | 19 | 30 | .63   | 5   | 14  | .36 | 17  | 18  | .94  | 10  | 11  | 4   | 1   | Premier triple-double de l'histoire avec au moins 60 points. | [ 82 ] |
| 60     | Kemba Walker           | Hornets de Charlotte        | 17 novembre 2018  | 76ers de Philadelphie       | 119-122 | 45 | 21 | 34 | .62   | 6   | 14  | .43 | 12  | 12  | 1.00 | 7   | 4   | 4   | 0   | | [ 83 ] |
| 60     | Damian Lillard (4)     | Trail Blazers de Portland   | 8 novembre 2019   | Nets de Brooklyn            | 115-119 | 40 | 19 | 33 | .58   | 7   | 16  | .44 | 15  | 15  | 1.00 | 4   | 5   | 0   | 0   | | [ 84 ] |
| 60     | James Harden (4)       | Rockets de Houston          | 30 novembre 2019  | Hawks d'Atlanta             | 158-111 | 31 | 16 | 24 | .67   | 8   | 14  | .57 | 20  | 23  | .87  | 3   | 8   | 3   | 1   | Marque 60 points en 3 quart-temps et seulement 31 minutes. James Harden a été mis sur le banc lors du 4ème quart-temps. | [ 85 ] |
| 60     | Bradley Beal           | Wizards de Washington       | 6 janvier 2021    | 76ers de Philadelphie       | 136-141 | 38 | 20 | 35 | .57   | 7   | 10  | .70 | 13  | 15  | .87  | 7   | 5   | 1   | 0   | | [ 86 ] |
| 60     | Jayson Tatum           | Celtics de Boston           | 30 avril 2021     | Spurs de San Antonio        | 143-140 | 45 | 20 | 37 | .54   | 5   | 7   | .71 | 15  | 17  | .88  | 8   | 5   | 0   | 1   | Permet un comeback de 32 points en prolongations. 3e plus gros comeback des 25 dernières années en NBA. | [ 87 ] |
| 60     | Karl-Anthony Towns (2) | Timberwolves du Minnesota   | 14 mars 2022      | Spurs de San Antonio        | 149-139 | 36 | 19 | 31 | .61   | 7   | 11  | .63 | 15  | 16  | .94  | 17  | 3   | 1   | 0   | Seul joueur à inscrire plus de 55 points, prendre 15 rebonds et inscrire plus de 6 paniers à 3 points en un match, et ce pour la deuxième fois. Inscrit aussi 32 points dans le 3e quart-temps.                                                       | [ 88 ] |
| 60     | Kyrie Irving           | Nets de Brooklyn            | 15 mars 2022      | Magic d'Orlando             | 150-108 | 35 | 20 | 31 | .64   | 8   | 12  | .67 | 12  | 13  | .92  | 6   | 4   | 4   | 1   | Record de franchise pour les Nets. Deuxième jour successif où un joueur marque 60 points ou plus (le premier étant Karl-Anthony Towns), ce n'était pas arrivé depuis 1962.                                                                            | [ 89 ] |
| 60     | Luka Dončić (2)        | Mavericks de Dallas         | 27 décembre 2022  | Knicks de New York          | 126-121 | 47 | 21 | 31 | .68   | 2   | 6   | .33 | 16  | 22  | .73  | 21  | 10  | 2   | 1   | Record de franchise, 2e triple-double de l'histoire à 60 points et 1er triple-double de l'histoire en 60-20-10 | [ 90 ] |
| 60     | Damian Lillard (5)     | Trail Blazers de Portland   | 25 janvier 2023   | Jazz de l'Utah              | 134-124 | 39 | 21 | 29 | .72   | 9   | 15  | .60 | 9   | 10  | .90  | 7   | 8   | 3   | 0   | | [ 91 ] |
| 60     | Stephen Curry (2)      | Warriors de Golden State    | 3 février 2024    | Hawks d'Atlanta             | 134–141 | 41 | 22 | 38 | .58   | 10  | 23  | .43 | 6   | 6   | 1.00 | 6   | 4   | 0   | 1   | | [ 92 ] |
| 60     | De'Aaron Fox           | Kings de Sacramento         | 15 novembre 2024  | Timberwolves du Minnesota   | 126-130 | 44 | 22 | 35 | .63   | 6   | 10  | .60 | 10  | 11  | .91  | 3   | 7   | 3   | 1   | Record de franchise. | [ 1 ]  |

## Pour approfondir
- Records NBA.